# The Centre of the Heart
«The Centre of the Heart» — песня написанная шведским музыкантом и композитором Пером Гессле. Песня была записана на альбоме группы Roxette Room Service (2001) и выпущена в качестве первого сингла из этого альбома в Европе (искл. Великобританию). Это третий сингл группы, ставший № 1 в Швеции, где он продержался на вершине чартов в течение четырёх недель. Песня также стала достаточно популярной во многих европейских странах.

## История
Звукозаписывающая компания EMI не хотела выпускать «The Centre Of The Heart» в качестве заглавного сингла из альбома. Вместо него они хотели выпустить «Milk and Toast and Honey» в первую очередь, так как по их мнению Roxette больше известны благодаря своим мелодичным балладам. Однако, музыканты группы не согласились с этим. По этой причине после выпуска этой песни в качестве первого сингла EMI не поддерживала и не рекламировала альбом должным образом. Это объясняет не очень хорошие продажи альбома, хотя многие считали, что он должен стать успешным.
Эта песня изначально должна была стать первым синглом из альбома Have a Nice Day (1999), но затем было решено включить её в следующий альбом.
23 февраля 2001 года Roxette исполнили «The Centre of the Heart» в перерыве между выступлением участников шведского аналога «Евровидения», музыкального конкурса Melodifestivalen.
Диск с ремиксами был выпущен, чтобы ещё больше продвигать сингл. Идея была не нова, впервые дуэт использовал её с синглами «Wish I Could Fly» и «Stars» в 1999 году.

## Видеоклип
Режиссёром клипа стал Юнас Окерлунд, видео снимали в Madonna Inn в Калифорнии. Это самый дорогой видеоклип дуэта, который был когда-либо снят. В ролике музыканты дают «концерт» в одном из номеров гостиницы.
Любопытно, что отель «The Madonna Inn» был открыт в декабре 1958 года. В этом же году родилась певица Мадонна и солистка Roxette Мари Фредрикссон.

## Список композиций
CD
1. «The Centre of the Heart»
2. «Entering Your Heart»

CD с ремиксами
1. «The Centre of the Heart» (Original Version)
2. «The Centre of the Heart» (Stonebridge Club Mix Edit)
3. «The Centre of the Heart» (Stonebridge Club Mix)
4. «The Centre of the Heart» (Yoga Remix)
5. «The Centre of the Heart» (Stonebridge Peak Hour Dub)
6. «The Centre of the Heart» (Stonebridge More Vox Dub)

## Чарты
| Чарт (2001)                         | Макс. позиция | Сертификация |
| ----------------------------------- | ------------- | ------------ |
| Финляндия (Suomen virallinen lista) | 13            |              |
| Швеция (Swedish Singles Chart)      | 1             | платиновый   |